# Olympia Theatre
L'Olympia Theatre était un vaste complexe théâtral situé aux 1514-16 de la 44e Rue, à Longacre Square (plus tard Times Square), Manhattan, New York. Il fut aussi connu sous divers noms : Hammerstein's Olympia, Lyric Theatre et New York Theatre. Construit par l'impresario Oscar Hammerstein I, il ouvrit en 1895 et fut démoli en 1935.
L'immense édifice comportait une salle de music hall, un théâtre de variétés, un opéra, un théâtre classique, une salle de concert pour les petits spectacles musicaux, et un théâtre-jardin sur le toit. Par la suite, des sections de la structure furent considérablement remaniées et utilisées à la fois pour le théâtre et comme salles de projection. La partie cinéma fut appelée successivement Vitagraph Theatre et Criterion Theatre.

## Histoire

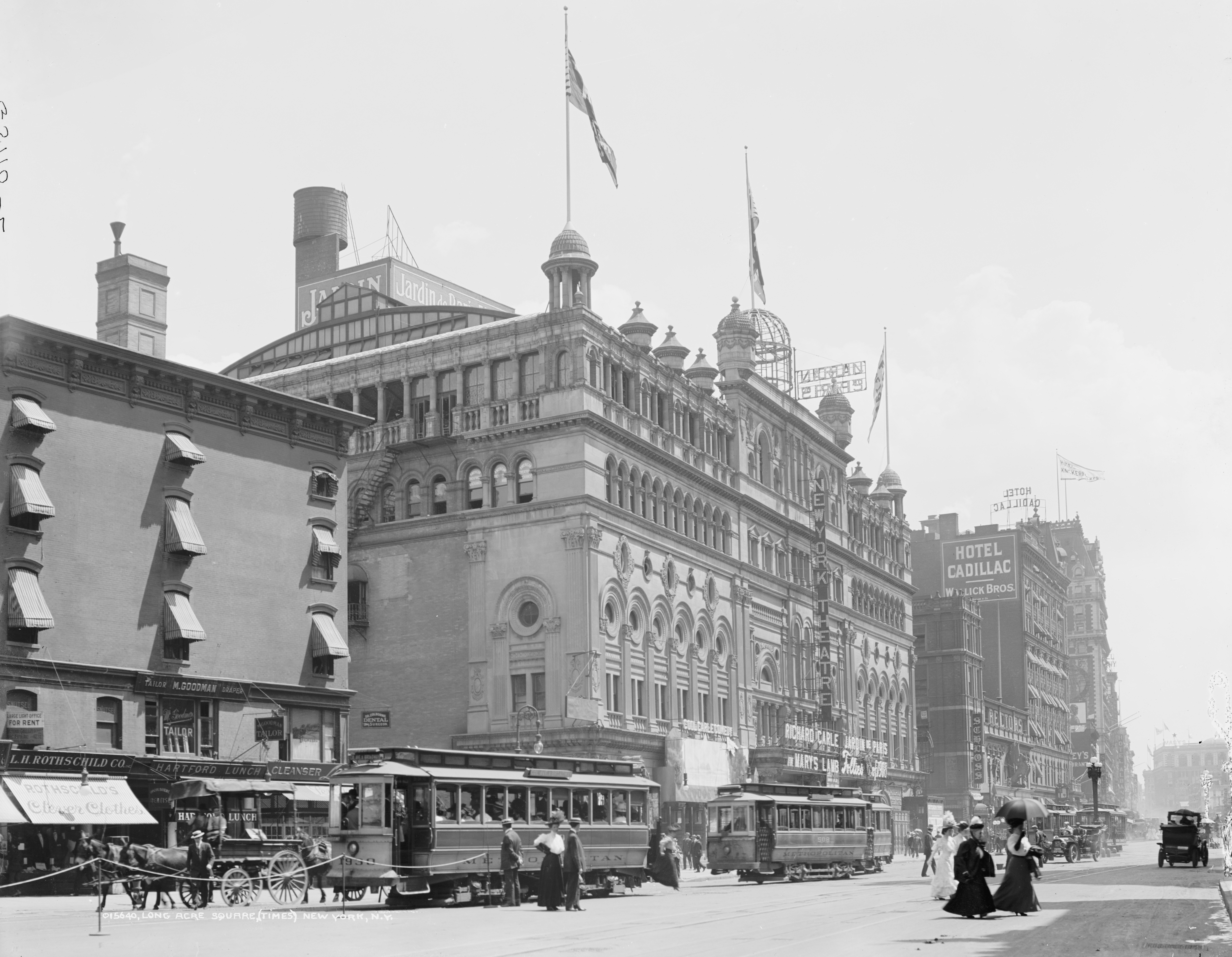
Vue de l'édifice depuis le sud.

Selon le New York Times, l'Olympia était un « bâtiment massif en pierre grise » et s'étendait sur 203 pieds (61,8744 m) sur Longacre Square, 104 pieds (31,6992 m) sur la 45e Rue, et 101 pieds (30,7848 m) sur la 44e Rue. Il était en calcaire de l'Indiana, présentait une façade imposante et s'inspirait du style de la Renaissance française. Conçu par J. B. McElfatrick (en),, le bâtiment ouvrit ses portes le 25 novembre 1895 avec les débuts à Broadway de la comédie musicale Excelsior, Jr. (en), avec plus de 30 artistes européens. C'était le deuxième théâtre à ouvrir ses portes dans ce qu'on appelle aujourd'hui le Theater District (le premier était l'Empire Theatre, à l'angle sud-est de la 40e rue et de Broadway).
En 1898, Hammerstein fut contraint de vendre le complexe pour régler les dettes de la construction. Les salles furent vendues séparément, le music hall fut renommé en New York Theatre, qui est devint une salle de la chaîne de cinémas Loew's en 1915. Le Lyric fut rebaptisé Criterion Theatre, puis de 1914 à 1916 Vitagraph Theatre, loué par la société Vitagraph pour des films de prestige, dont The Battle Cry of Peace, avant de reprendre le nom de Criterion. Il devint définitivement une salle de cinéma en 1920,,. Le théâtre-jardin sur le toit fut loué par Florenz Ziegfeld et accueillit les cinq premières éditions des Ziegfeld Follies sous le nom de Jardin de Paris, du nom de l'emplacement à Paris du Moulin-Rouge. Il fut aussi reconverti en salle de cinéma. Le complexe entier fut démoli en 1935.

## Utilisation ultérieure du site

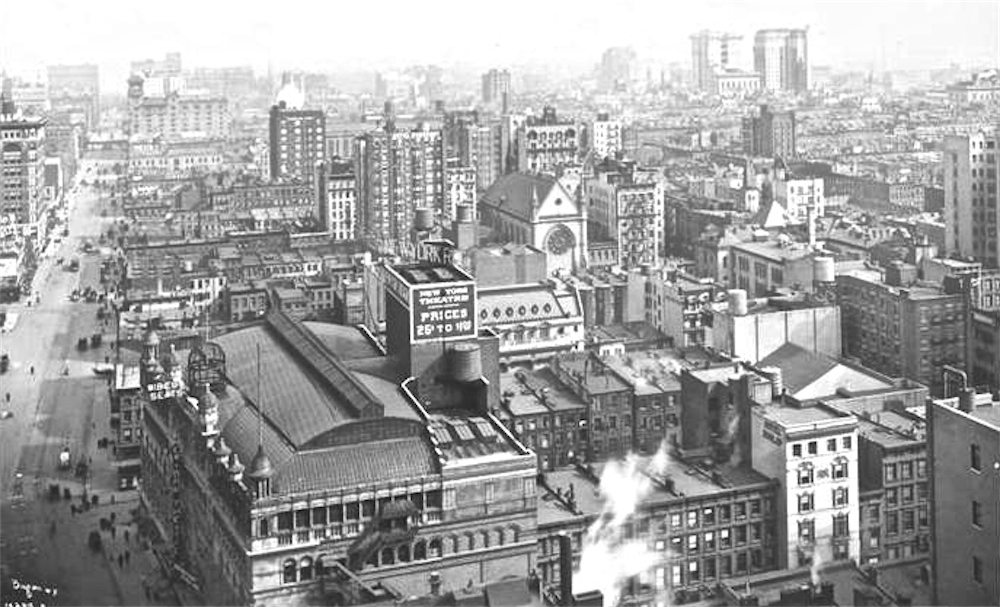
Vue aérienne de Manhattan, l'Olympia est en bas à gauche, en 1904 ou 1905.

Après la démolition, les architectes Thomas W. Lamb et Eugene De Rosa conçurent un nouveau bâtiment sur le site qui comprenait un nouveau cinéma  Criterion Theatre, le nightclub International Casino et un espace de vente au détail. Le nightclub ferma ses portes après seulement deux ans et l'espace fut un magasin de vêtements Bond (Bond Clothing Stores (en)) jusqu'en 1977. Il redevint ensuite une discothèque, le Bond International Casino, qui ferma ses portes en 1986. Le cinéma devint un multiplex en 1980.
En 1988, une partie de l'ancien espace de la discothèque fut remodelée en deux espaces de théâtre appelés Criterion Center. En 1991, ils furent loués à la Roundabout Theatre Company (en), une importante compagnie de théâtre à but non lucratif, qui utilisa le plus grand espace comme théâtre éligible aux Tony Awards tandis que le deuxième théâtre, plus petit, devint la première version du Laura Pels Theatre. Les productions notables pendant le mandat de Roundabout au Criterion incluèrent la reprise en 1993 d'Anna Christie (en) d'Eugene O'Neill avec Liam Neeson et Natasha Richardson dans leurs débuts à Broadway, la reprise en 1995 de Stephen Sondheim's Company et la reprise en 1997 de la comédie musicale 1776 (en). L'entreprise quitta les lieux en 1999 lorsque son bail fut annulé.
Au début des années 2000, Toys “R” Us construisit un magasin phare dans le bâtiment, entraînant la fermeture du cinéma et des salles de théâtre. Le magasin à plusieurs niveaux présentait parmi ses attractions une grande roue en magasin de 60 pieds et un T-rex animatronique. À l'expiration de son bail, Toys "R" Us ferma ses portes le 30 décembre 2015. La décision fut attribuée principalement à une augmentation de la valeur des propriétés à Times Square qui aurait fait passer le loyer de 12 à 42 millions de dollars par an. En juin 2015, Gap Inc. signa un bail pour ses marques Gap et Old Navy en 2017. Les deux magasins représentaient 5700 mètres carrés sur les 9300 mètres carrés du magasin. En juillet 2016, lors de la construction du magasin phare de Gap et Old Navy, des vestiges de l'Olympia d'origine furent découverts sous les sols,,. Le bâtiment, officiellement connu sous le nom de Bow Tie Building, reste la propriété de Bow Tie Partners, la holding immobilière liée à BTM Cinemas (en), chaîne exploitée par la famille Moss.

## Liste non exhaustive des productions notables
- The Gay Lord Quex (en) (1900)[20]
- A Million Dollars (en) (1900)[21]
- When Knighthood Was in Flower (en) (1901)[22]
- The King's Carnival (en) (1901)[23]
- In Dahomey (en) (1903)[24].
- Happyland (en) (1905)[25]
- The Price (en) (1992 revival)[26]
- Un mois à la campagne (reprise de 1995) [27]
- The Lion in Winter (en) (reprise de 1999, Roundabout Theatre Company (en)) [28]